# Jóvio (conde)
Jóvio (em latim: Iovius) foi um oficial romano do final do século IV, ativo durante o reinado do imperador romano ocidental Honório (r. 395–423).

## Vida
Jóvio aparece pela primeira vez em 399, porém é certo que havia sido nomeado para outros ofícios antes disso. Em 19 de março de 399, ele e o conde da África Gaudêncio 5 destruíram os templos pagãos em Cartago, bem como os ídolos e templos em todos os lugares das províncias africanas. Segundo os autores da PIRT, como Gaudêncio era o conde, é provável que Jóvio foi um comissário especial enviado pela corte. A epístola VIII.30 de Quinto Aurélio Símaco provavelmente endereçada a ele para congratulá-lo por sua nomeação. Ele também foi destinatário das epístolas VIII.50 (de 396) e IX.59 (de 396/397) de Símaco e talvez pode ser identificado com o prefeito pretoriano homônimo.